# Gran Premi Ciutat de Camaiore
El Gran Premi Ciutat de Camaiore (en italià Gran Premio Città di Camaiore) fou una competició ciclista d'un sol dia que es disputà a Camaiore, a la Toscana, durant el mes d'agost. La primera edició es disputà el 1949. La cursa fou reservada a ciclistes amateurs fins al 1965. A partir de l'any següent s'obrí als professionals. Des del 2005 i fins al 2014, darrer any en què es disputà, formà part del circuit UCI Europa Tour, amb una categoria 1.1.

## Palmarès
| Any  | Vencedor              | Segon                    | Tercer                   |
| ---- | --------------------- | ------------------------ | ------------------------ |
| 1949 | Luigi Massei          |                          |                          |
| 1950 | Armando Fioriti       |                          |                          |
| 1951 | Mauro Gianneschi      |                          |                          |
| 1952 | Luciano Ciancola      |                          |                          |
| 1953 | Gastone Nencini       |                          |                          |
| 1954 | Sante Ranucci         |                          |                          |
| 1955 | Dante Orlandi         |                          |                          |
| 1956 | Nello Velucchi        |                          |                          |
| 1957 | Mario Bampi           |                          |                          |
| 1958 | Silvano Simonetti     |                          |                          |
| 1959 | Alcide Cerato         |                          |                          |
| 1960 | Baldissera Vellada    |                          |                          |
| 1961 | Rolando Picchiotti    |                          |                          |
| 1962 | Roberto Nencioli      |                          |                          |
| 1963 | Roberto Nencioli      |                          |                          |
| 1964 | Mario Anni            |                          |                          |
| 1965 | Battista Monti        |                          |                          |
| 1966 | Giacinto Santambrogio |                          |                          |
| 1966 | Bruno Mealli          | Marino Vigna             | Luciano Armani           |
| 1967 | Roberto Santini       |                          |                          |
| 1967 | Luciano Dalla Bona    | Tommaso De Prat          | Roberto Ballini          |
| 1968 | Giampiero Macchi      | Roberto Ballini          | Pietro Campagnari        |
| 1969 | Enrico Paolini        | Alberto Della Torre      | Julien Van Lint          |
| 1970 | Mauro Simonetti       | Ugo Colombo              | Adriano Passuello        |
| 1971 | Eddy Merckx           | Felice Gimondi           | Enrico Paolini           |
| 1972 | Roger de Vlaeminck    | Wilmo Francioni          | Wladimiro Panizza        |
| 1973 | Martín Rodríguez      | Italo Zilioli            | Roger Swerts             |
| 1974 | Giacinto Santambrogio | Sigfrido Fontanelli      | Roberto Poggiali         |
| 1975 | Francesco Moser       | Donato Giuliani          | Davide Boifava           |
| 1976 | Walter Riccomi        | Gary Clively             | Arnaldo Caverzasi        |
| 1977 | Franco Bitossi        | Valerio Lualdi           | Alfio Vandi              |
| 1978 | no disputada          | no disputada             | no disputada             |
| 1979 | Giuseppe Saronni      | Phil Edwards             | Pierino Gavazzi          |
| 1980 | Silvano Contini       | Pierino Gavazzi          | Carmelo Barone           |
| 1981 | Giuseppe Saronni      | Giovanni Mantovani       | Simone Fraccaro          |
| 1982 | Jean Marie Wampers    | Sergio Santimaria        | Gianbattista Baronchelli |
| 1983 | Moreno Argentin       | Giovanni Battaglin       | Alessandro Paganessi     |
| 1984 | Roberto Ceruti        | Francesco Moser          | Pierino Gavazzi          |
| 1985 | Alberto Volpi         | Marino Amadori           | Stefano Colage           |
| 1986 | Claudio Corti         | Fabrizio Vannucci        | Gianni Bugno             |
| 1987 | Gianni Bugno          | Jesper Worre             | Claudio Savini           |
| 1988 | Rolf Sørensen         | Gianbattista Baronchelli | Stefano Tomasini         |
| 1989 | Franco Ballerini      | Maurizio Fondriest       | Rodolfo Massi            |
| 1990 | Giorgio Furlan        | Roberto Pelliconi        | Flavio Giupponi          |
| 1991 | Gianni Faresin        | Bruno Leali              | Ivan Gotti               |
| 1992 | Davide Cassani        | Gianni Faresin           | Marco Lietti             |
| 1993 | Massimo Podenzana     | Giancarlo Perini         | Fabio Roscioli           |
| 1994 | Gianluca Bortolami    | Massimo Ghirotto         | Gianni Faresin           |
| 1995 | Luca Scinto           | Francesco Casagrande     | Massimo Podenzana        |
| 1996 | Alberto Elli          | Paolo Fornaciari         | Alessandro Baronti       |
| 1997 | Alexander Gontxenkov  | Maximilian Sciandri      | Viatxeslav Djavanian     |
| 1998 | Andrea Tafi           | Massimo Podenzana        | Alessio Gallettin        |
| 1999 | Massimo Donati        | Francesco Casagrande     | Luca Belluomini          |
| 2000 | Wladimir Belli        | Michele Bartoli          | Francesco Casagrande     |
| 2001 | Michele Bartoli       | Ivailo Gabrovski         | Gianni Faresin           |
| 2002 | Davide Rebellin       | Gabriele Missaglia       | Francesco Casagrande     |
| 2003 | Marco Serpellini      | Danilo Di Luca           | Luca Mazzanti            |
| 2004 | Paolo Bettini         | Danilo Di Luca           | Luca Paolini             |
| 2005 | Maksim Iglinski       | Franco Pellizotti        | Rinaldo Nocentini        |
| 2006 | Luca Paolini          | Ruslan Pidhorny          | Mirko Celestino          |
| 2007 | Fortunato Baliani     | Gabriele Bosisio         | Kanstantsín Siutsou      |
| 2008 | No assignat           | Vassil Kirienka          | Maurizio Biondo          |
| 2009 | Vincenzo Nibali       | No assignat              | Massimo Giunti           |
| 2010 | Kristjan Koren        | Giovanni Visconti        | Francesco Ginanni        |
| 2011 | Fabio Taborre         | Simone Stortoni          | Davide Rebellin          |
| 2012 | Esteban Chaves        | Sergey Chernetskiy       | Franco Pellizotti        |
| 2013 | Peter Sagan           | Diego Ulissi             | Rinaldo Nocentini        |
| 2014 | Diego Ulissi          | Matteo Montaguti         | Julián Arredondo         |